# Фандеев, Тимофей Игнатьевич
Тимофей Игнатьевич Фандеев (1918—1999) — советский чувашский музыкант: композитор, баянист, также педагог.

## Биография
Родился 19 февраля 1918 года в деревне Малые Тюмерли Козьмодемьянского уезда Казанской губернии, ныне Ядринского района Чувашии.
В 1937—1938 годах Тимофей Фандеев был баянистом Чувашского академического театра, в 1938—1939 годах заведовал музыкальной частью и являлся баянистом Бижбулякского чувашского театра в Башкирской АССР.
Был участником Великой Отечественной войны, служил на Дальнем Востоке в артиллерийских войсках. После войны, в 1947 году, окончил вокальное отделение Чебоксарского музыкального училища. В 1946—1947 годах работал баянистом вокального ансамбля Чувашского радиокомитета. Продолжив своё образование, в 1952 году окончил Казанскую консерваторию (класс композиции А. С. Лемана).
В 1955—1956 годах Фандеев являлся редактором музыкального вещания Чувашского радио, в 1956—1963 годах работал художественным руководителем молодёжного ансамбля песни и танца рабочего клуба «30 лет Чувашской АССР», в 1963—1964 годах — директор Чувашского республиканского дома народного творчества. С 1964 года Т. И. Фандеев работал старшим преподавателем музыкально-педагогического факультета Чувашского государственного педагогического института (ныне Чувашский государственный педагогический университет имени И. Я. Яковлева). В 1972—1979 годах являлся консультантом Союза композиторов Чувашской АССР.

## Творчество
Тимофей Фандеев проявил себя в различных жанрах, особенно в оркестровой музыке. В числе его произведений: симфонии и симфонические поэмы(«В родном краю», «Родные напевы», «Октябрь»), балет(«Цветок счастья») и музыкальная комедия(«Три свадьбы»), оперетта(«Счастье»), инструментальные концерты, хоры и песни. Работая в жанре сольного концерта, создал концерты для баяна, альта и трубы с симфоническим оркестром.

## Заслуги
Т. И. Фандеев был удостоен званий Заслуженный деятель искусств Чувашской АССР (1968) и Заслуженный деятель искусств РСФСР (1978). Также был награждён орденом Отечественной войны 2-й степени и медалями.
Умер 1 ноября 1999 года в Чебоксарах. Был похоронен на городском кладбище № 5.
В фондах Госархива печати Чувашии хранятся нотные музыкальные произведения и около 20 публикаций о творчестве Тимофея Игнатьевича.